# Karel Míšek (1945)
Karel Míšek (* 8. června 1945 Praha) je český grafický designér a typograf, známý především pro svoji plakátovou tvorbu. Je předsedou profesního sdružení Asociace užité grafiky a grafického designu (AUG Design), předsedou ochranné organizace autorské Gestor a soudním znalcem. Je synem typografa a grafika Karla Míška staršího.

## Životopis

### Studium
Studoval na Vysoké škole uměleckoprůmyslové v Praze ve speciálce prof. Františka Muziky, studium ukončil v roce 1970. V letech 1971–1973 pokračoval ve studiu na Akademii výtvarných umění ve Varšavě u světoznámého plakátového tvůrce prof. Henryka Tomaszewského.
V roce 1999 byl jmenován docentem na základě habilitačního řízení na VŠUP v Praze a v roce 2006 obhájil doktorskou práci na Akademii výtvarných umění ve Varšavě a získal titul Ph.D., ve Varšavě roku 2013 získal i profesuru. V roce 2017 byl jmenován profesorem honoris causa na Akademii výtvarných umění v Hebei v Číně.

### Kariéra

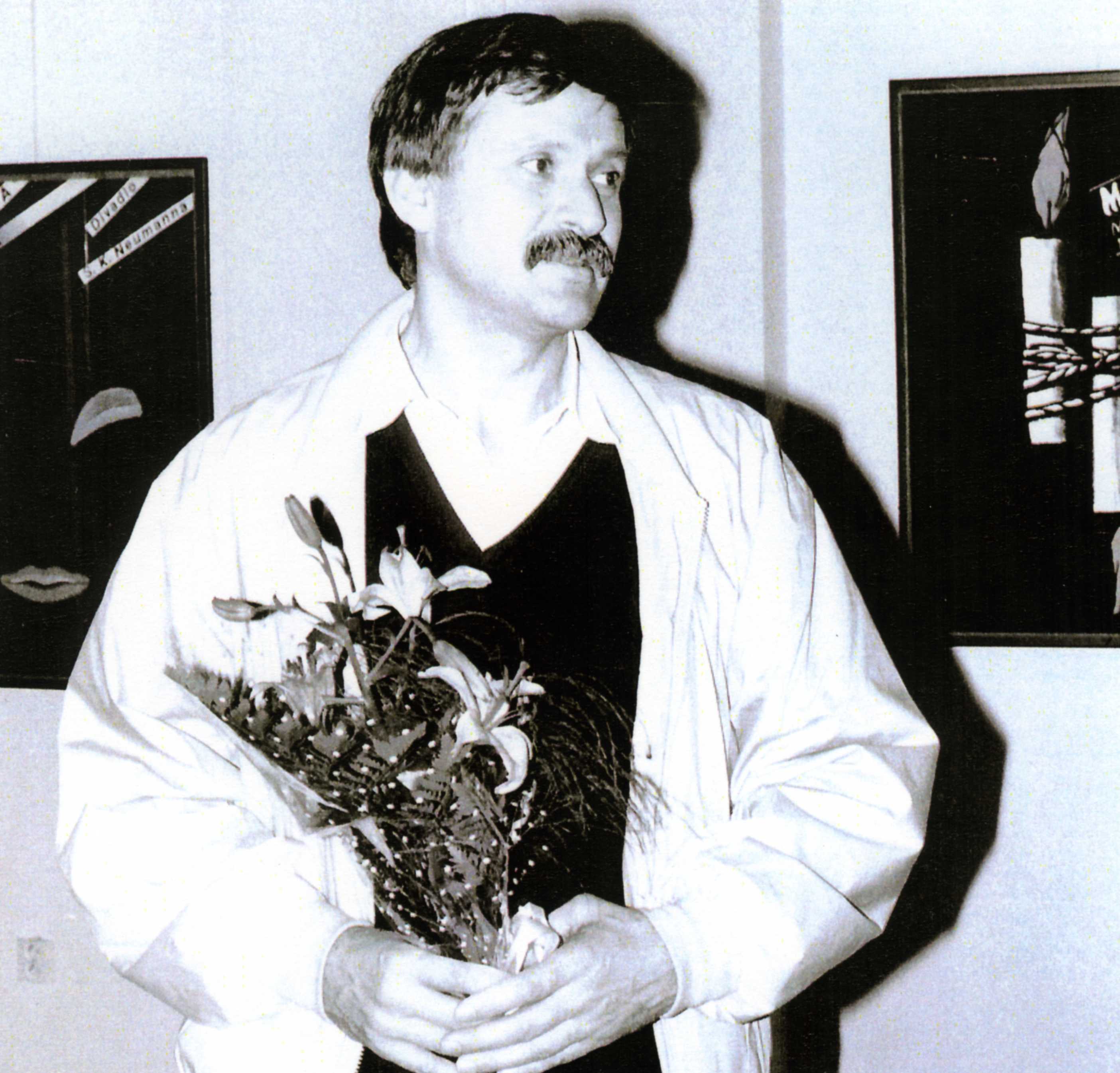
Karel Míšek na vernisáži své výstavy v Muzeu umění a designu Benešov (1995)

V 70.–90. letech spolupracoval s Národním divadlem, později s divadly E. F. Buriana a S. K. Neumanna v Praze, s orchestry Česká filharmonie, Symfonický orchestr Českého rozhlasu a dalšími. Spolupracoval s nakladatelstvím Albatros, Středočeským nakladatelstvím, Metrostavem, PSJ Holding a KPM Consult. Od roku 1997 spolupracuje s Městským divadlem v Ústí nad Labem. Od roku 2000 spolupracuje s hudebním festivalem Talichův Beroun.
Je autorem úspěšného loga BESIP z roku 1967. Poté, co si ministerstvo dopravy nechalo v roce 2011 za 100 tisíc Kč od Candoo Communication zpracovat nové logo, jej v roce 2012 jako neúspěšné opustilo a vrátilo se k původnímu osvědčenému logu, přičemž Karel Míšek za symbolickou jednu korunu provedl mírnou změnu písma i loga (zeštíhlení kruhu).
Je rovněž autorem loga podniku Metrostav z 80. let 20. století. Společnost Metrostav do loga po roce 2000 neoprávněné zasahovala (změnila typ písma v nápisu a přidala mozaiku ve tvaru různých formátů papíru či cihel. Nereagovala na nesouhlas autora loga ani na jeho nabídky na profesionální úpravu. Dlouhodobě se s ní soudil, přičemž Městský soud v Praze rozhodl, že společnost Metrostav dehonestovala jeho dílo a Vrchní soud v Praze dvakrát (8. listopadu 2016 a v lednu 2020) potvrdil rozsudek ve prospěch grafika, přičemž odškodnění dle rozsudku mělo činit 1 milion korun.
Od roku 1994 do roku 2022 byl vedoucím ateliéru grafického designu I na Fakultě umění a designu UJEP v Ústí nad Labem.
Od roku 2022 je jedním z vedoucích bakalářského stupně ateliéru Grafický design a vizuální komunikace na Fakultě designu a umění Ladislava Sutnara ZČU v Plzni.

## Zastoupení ve sbírkách
- Moravská galerie Brno
- Muzeum umění a designu Benešov
- Uměleckoprůmyslové muzeum Praha